# オークラロータリーレーシング

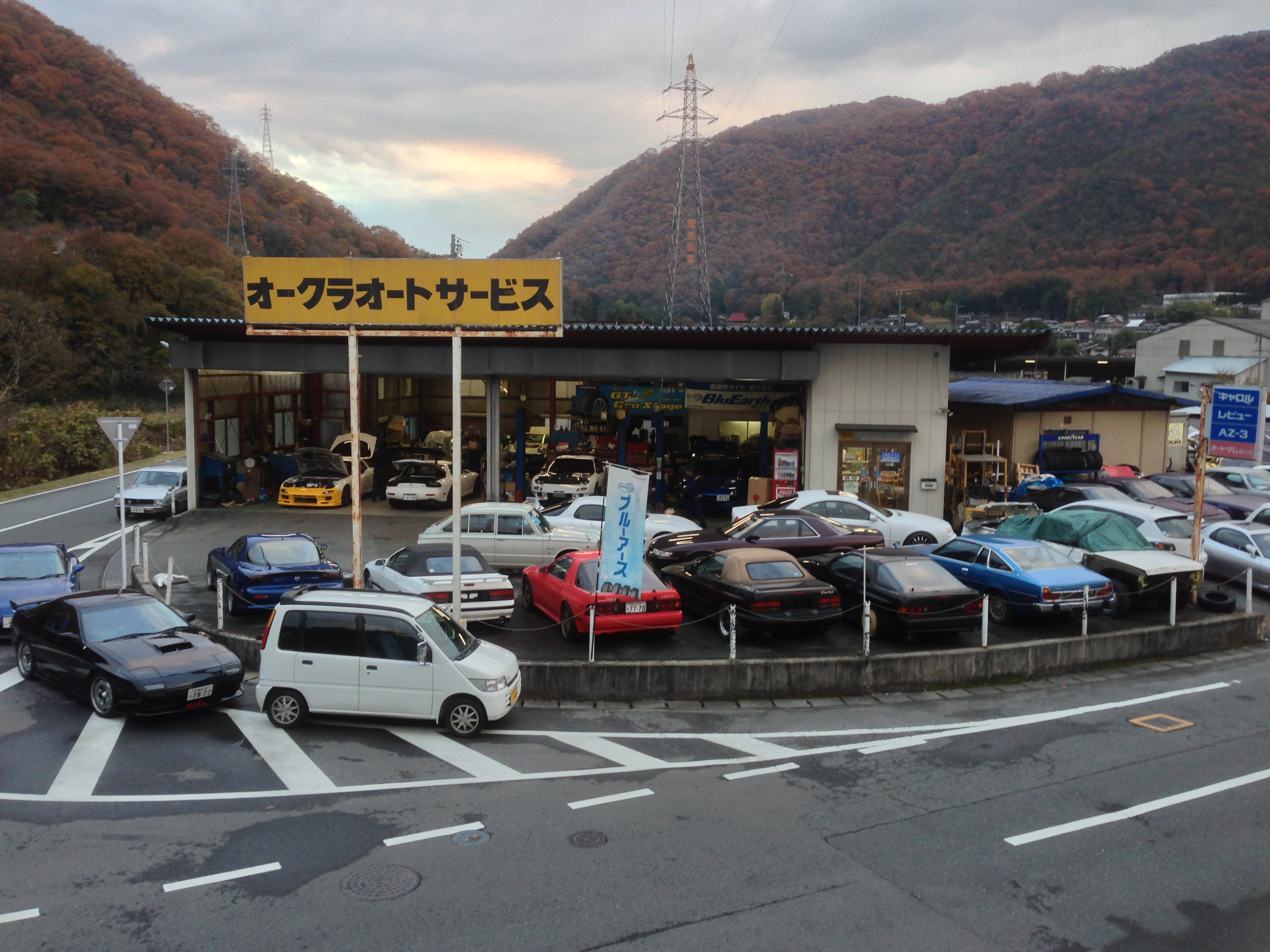
母体となったオークラオートサービス

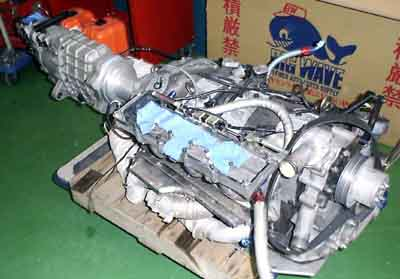
レース車両に使用された20Bペリポートエンジン。エンジン後部にはシーケンシャルミッションが装着されている

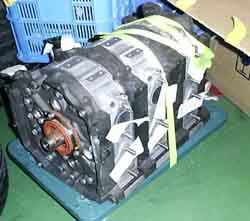
ローターハウジングは、マツダスピードのスポーツキットを使用していた

オークラロータリーレーシング(OKURA Rotary Racing)とは、かつて岡山県に存在したレーシングチーム。

## 概要
岡山県高梁市の｢オークラオートサービス｣が母体。マツダ・RX-7(FD3S)で1998年-2000年まで全日本GT選手権に参戦した。当時、GT選手権300クラスでは、中四国唯一の有力企業などをバックに持たないプライベートチームの参戦として話題となった。

## レース車両
RX-7(FD3S)に、自然吸気の3ローターエンジンを搭載した。ハウジングはマツダスピードのスポーツキットを使用し、ドライサンプ仕様であった（RE雨宮はノーマルFD3Sを加工したハウジングを使用し、当時はまだウエットサンプであった）。当時のレギュレーションによって、リストリクターの装着が義務付けられていた。ゼッケンは72番を使用し、紺色のカラーリングを使用した。

## 戦歴

### 1998年
ドライバーはマーク・ポーター(Mark Porter)と片山義美を起用。後に片山の代わりに平野功が参加した。緒戦は頻発するエンジンブローでリタイヤが続いた。多発するエンジンブローのために、GT選手権の開催中にピットでエンジンのオーバーホールと組み立てを行い、殆ど慣らしのせずに実戦投入することなども強いられた。後ほど原因はマツダスピードによるオイル配管の設計ミス（油圧のリリーフ弁からの配管がエンジンに接続されていた）と判明した。5戦に出場したが完走は1回のみ(9月12日　もてぎGTチャンピオンレース)でクラス15位に終わった。レースクイーンとして名波はるかが在籍した。

### 1999年
ドライバーは石川朗と平野功を起用し7戦に出場した。マツダスピードのGT-Cエアロパーツが装着され空力特性が向上した。一時クラス3位を走行することもあったが、マシンの熟成が遅れマイナートラブルによるリタイヤが多く、完走は2回のみあった。7月10日のCP MINE GT RACEでのクラス10位が最高で1ポイントを獲得するに留まった。このMINEサーキット戦の直前にマツダスピードが解散することが発表された。マツダスピードからサスペンションアームなどを購入していたチームオーナーは不安を訴えた。また3ローターエンジンのエキセントリックシャフトが入手できず、海外を含めた中古パーツ市場でも滅多に手に入らなくなっている状況が報告された。マツダスピードサービス部杉野芳彦課長は、社長がマツダ本社と交渉しているが7月末で会社自体が消滅するのでGT選手権に参戦している2チーム(オークラとRE雨宮）のサポートは今後困難になる可能性があることを示唆した。ファン投票の結果、GT300クラスで4位となり1999GTオールスター出場権を獲得し、1999NICOS CUP GT ALLSTARに出走した（1999年11月27日-28日）。同年の第28回「インターナショナル　ポッカ1000km」（鈴鹿1000kmレース）にはエントリーしたものの、資金難で出走できなかった。

### 2000年
ドライバーは沢圭太と石川朗を起用。1999年までのマシンのボディーが疲弊していたために2000年はボディーから新調して参戦した。マシンは東京オートサロン2000に展示され、マツモトキヨシ雨宮RX-7号と人気を2分するギャラリーを集めた。ニューシャシーはマツダスピードの消滅を機に退社した杉野芳彦が製作した。同シャシーは計3台作成され、オークラロータリーレーシング、RE雨宮、レボリューションに配布された。ニューマシンの製作が遅れ、TIサーキット英田（現在の岡山国際サーキット）で開催される第5戦(9月9日-10日）から参戦した。3週間前に完成したばかりのニューマシンは予選前日の練習走行で20台中5位のタイムを記録し昨年以上の仕上がりとされたが、午後の走行で沢選手が運転中に他車と接触してマシンが大破し、予選と決勝には出場できなかった。マシンの修復に時間がかかり残り2戦には参戦できず、2000年はそのままシーズンを終えた。

### 2001年
第2戦（富士スピードウェイ）から参加を予定していた。ドライバーは桧井保孝を予定していたが、資金難より2001年のエントリーは取りやめた。

## その後
2001年以降、チームはレース活動を停止して解散した。またレース車両は海外に売却された。

## スポンサー
- ドリーム・アーツ（メインスポンサー）
- レプソル
- 辰巳屋興業
- エンドレスアドバンス
- 横浜ゴム

## オークラオートサービスについて
岡山県高梁市落合町の自動車修理工場。マツダOBでロータリーエンジンを草創期から見つめてきた大倉従道（つぐみち；1939年3月19日-）が1989年1月に開設した。現在は自動車整備業者になっている。